# Fieries
Fieries (irl. Na Foidhrí) – miejscowość w Irlandii w hrabstwie Kerry w Munsterze. W 2016 roku zamieszkana przez 558 osób (wzrost z 491 w 2011 roku).
W latach 1885–1960 we wsi znajdowała się stacja kolejowa Molahiffe na linii z Farranfore do Valentia Harbour.

## Townland
W okolicach miejscowości znajduje się również townland o nazwie Fieries. Jego populacja według spisu z 2016 roku wynosiła 157 osób. Powierzchnia wynosi 1,03 km².